# BMW G05
BMW G05 (eller BMW X5) är en SUV som den tyska biltillverkaren BMW introducerade i juni 2018.

## Motor
| Modell           | Årsmodell | Motor                    | Cylindervolym | Effekt     | Bränslesystem                      |
| ---------------- | --------- | ------------------------ | ------------- | ---------- | ---------------------------------- |
| X5 xDrive 25d    | 2020-23   | B47: 4-cyl radmotor DOHC | 1995 cm³      | 231 hk     | Common rail turbodiesel            |
| X5 xDrive 30d    | 2019-     | B57: 6-cyl radmotor DOHC | 2993 cm³      | 265 hk     | Common rail turbodiesel            |
| X5 xDrive 40d    | 2020-     | B57: 6-cyl radmotor DOHC | 2993 cm³      | 340-352 hk | Common rail turbodiesel            |
| X5 M50d          | 2019-20   | B57: 6-cyl radmotor DOHC | 2993 cm³      | 400 hk     | Common rail turbodiesel            |
| X5 xDrive 30i    | 2020-23   | B48: 4-cyl radmotor DOHC | 1998 cm³      | 265 hk     | Direktinsprutning, turbo           |
| X5 xDrive 40i    | 2018-     | B58: 6-cyl radmotor DOHC | 2998 cm³      | 333-381 hk | Direktinsprutning, turbo           |
| X5 xDrive 45e    | 2019-23   | B58: 6-cyl radmotor DOHC | 2998 cm³      | 394 hk     | Direktinsprutning, turbo + elmotor |
| X5 xDrive 50e    | 2023-     | B58: 6-cyl radmotor DOHC | 2998 cm³      | 490 hk     | Direktinsprutning, turbo + elmotor |
| X5 xDrive 50i    | 2018-19   | N63: 8-cyl V-motor DOHC  | 4395 cm³      | 462 hk     | Direktinsprutning, biturbo         |
| X5 M50i          | 2020-     | N63: 8-cyl V-motor DOHC  | 4395 cm³      | 530 hk     | Direktinsprutning, biturbo         |
| X5 M             | 2020-21   | S63: 8-cyl V-motor DOHC  | 4395 cm³      | 600 hk     | Direktinsprutning, biturbo         |
| X5 M Competition | 2020-     | S63: 8-cyl V-motor DOHC  | 4395 cm³      | 625 hk     | Direktinsprutning, biturbo         |